# 활극

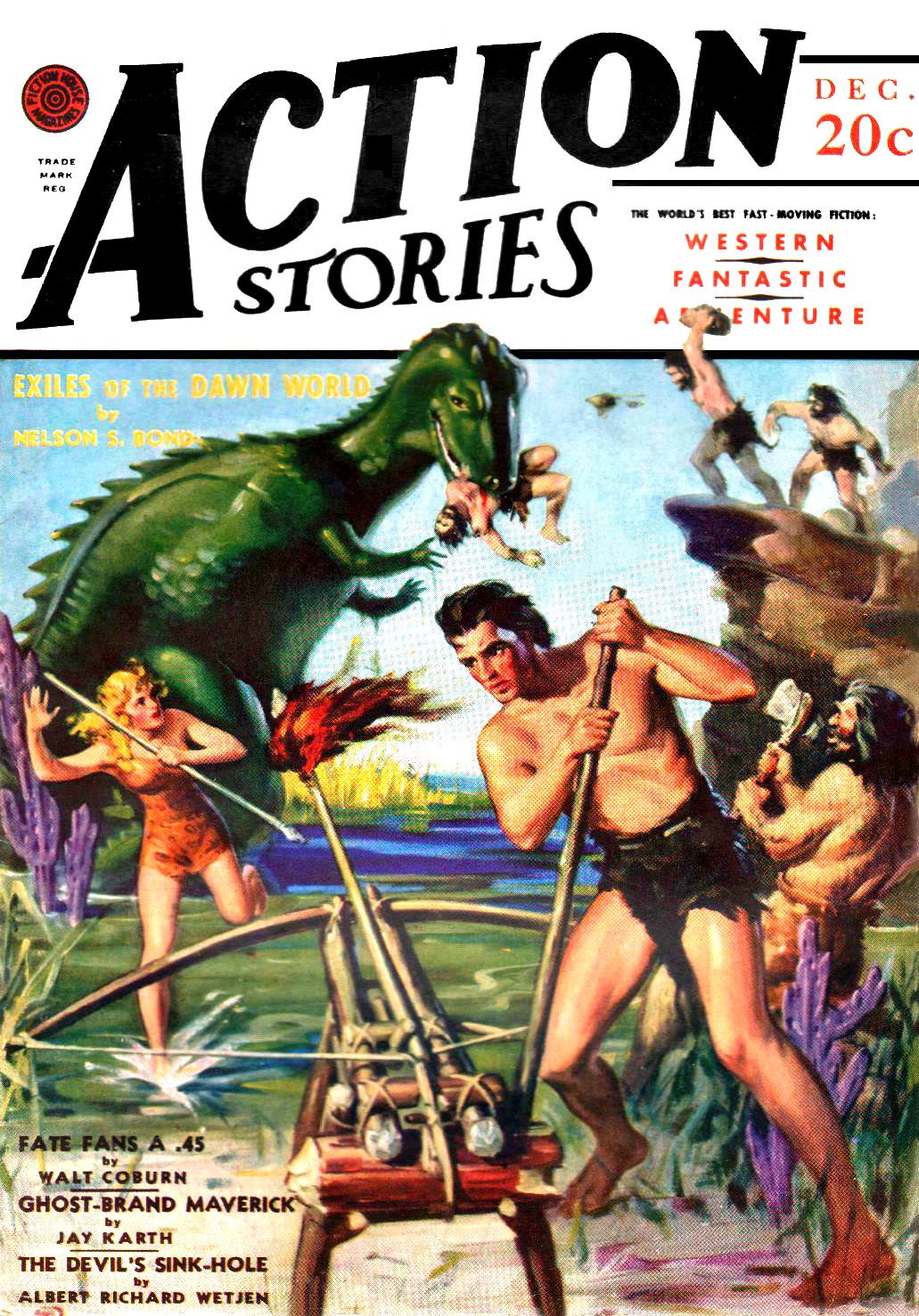
활극과 단편 소설은 미국 펄프 매거진의 인기 주제였다.

활극(活劇m action fiction)은 위험도가 높고 에너지가 넘치며 빠르게 진행되는 사건과 관련된 이야기에 초점을 맞춘 문학 장르이다. 이 장르에는 첩보 소설, 모험물, 테러 이야기, 음모("망토와 단검") 및 미스터리와 같은 광범위한 하위 장르가 포함된다. 이런 종류의 이야기는 주인공과 적대자 사이의 갈등 (이야기)이 어떻게 해결될지, 혹은 스릴러의 퍼즐이 어떻게 풀릴지 알고 싶을 때 형성되는 긴장감인 서스펜스를 활용한다. 활극은 비문학 작품의 줄거리 요소가 될 수도 있다.

## 저명한 예시

### 소설
- 본 아이덴티티 (1980년)

### 영화
- 와호장룡
- 더티 해리
- 한나 (2011년 영화)
- 롱 키스 굿 나잇
- 매드 맥스: 분노의 도로
- 레이더스 (영화)
- 7인의 사무라이
- 탑건
- 악녀 (2017년 영화)

### 텔레비전 시리즈
- A 특공대
- 검은 해적
- 폴아웃 (드라마)
- 맥가이버
- 마이 네임 (드라마)
- 니키타 (2010년 드라마)

### 만화
- 액션 코믹스
- 코르토 말테제

### 애니메이션
- 아케인
- 아바타: 아앙의 전설
- 블루 아이 사무라이
- 공각기동대 (영화)
- 쿠보와 전설의 악기
- 코라의 전설
- 유니크론과 변신로보트

## 같이 보기
- 액션 어드벤처 게임